# Con el corazón
Con el corazón é uma telenovela boliviana criada e produzida pelo youtuber Alejandro Pinedo e TVMi para o canal de televisão ATB, foi exibida entre 21 de setembro de 2020 a 26 de abril de 2021 em 157 capítulos.

## Sinopse
A história relata os acontecimentos da vida de Alejandro (Alejandro Pinedo), que trabalha numa empresa de publicidade. Baixo as ordens de seu chefe, e a ponto de converter-se em CEO da empresa, chega María Laura (justamente a filha do chefe) junto com seu noivo, Peter. Nesse momento, Alejandro saía com Claudia (Kathleen Facio), sua noiva que está obsedada nele. Alejandro e María Laura se conhecem no trabalho, e conforme passam os dias, ambos procuram uma maneira de estar juntos, inclusive quando Peter (Jhojann Figueroa) passa a ser um obstáculo.

## Produção
A telenovela não nasceu da noite para o dia, isso porque teve alguns problemas com o orçamento que era para uma série em pré-produção também boliviana. A série seria sobre super-heróis, o canal estava com boas expectativas para a série. Porém, depois da estreia, muitas pessoas ficaram insatisfeitas, resultando no esquecimento da proposta entre a RTP e a ATB, isso fez com que muito dinheiro fosse perdido. Em 19 de setembro de 2019, foi colocado no canal do YouTube do autor, fazendo com que o dinheiro arrecadado fosse suficiente para o orçamento da novela do youtuber Ale Pinedo, que na época ainda estava sendo filmado.
Em 2020, finalmente a ATB e a RTP entraram em acordo (secreto) e Con el corazón foi finalmente cedida para a ATB, pois Alejandro Pinedo decidiu que não ia renovar seu contrato com a RTP.

## Elenco
| Ator/Atriz         | Personagem                      |
| ------------------ | ------------------------------- |
| Alejandro Pinedo   | Ale Pinedo                      |
| Doura Quispe       | mamãe de Alejandro              |
| Laura Liberman     | María Laura                     |
| Alex López         | melhor amigo de Alejandro       |
| Alissa Dourado     | melhor amiga de Alejandro       |
| Jhojann Figueroa   | Peter                           |
| Jaime Bravo        | chefe, pai de María Laura       |
| Juana Chauca       | avó de Alejandro                |
| Kathleen Facio     | Claudia                         |
| Grince do Castillo | Mariana                         |
| Anavela Gutiérrez  | Marcela                         |
| Baneza Teran       | colega de trabalho de Alejandro |

### Artistas convidados
| Ator/Atriz     | Personagem                       |
| -------------- | -------------------------------- |
| Juan Pinedo    | sócio da empresa                 |
| Alejandra Reis | amiga da infância de María Laura |

## Episódios
| Temporada | Temporada | Episódios | Faixa de episódios | Transmissão original   | Transmissão original | Transmissão original              | Ambientação (ano) | Emissora original |
| Temporada | Temporada | Episódios | Faixa de episódios | Início                 | Termino              | Cronograma                        | Ambientação (ano) | Emissora original |
| --------- | --------- | --------- | ------------------ | ---------------------- | -------------------- | --------------------------------- | ----------------- | ----------------- |
|           | 1         | 157       | 1 - 157            | 21 de setembro de 2020 | 26 de abril de 2021  | Segunda - Sexta 18h40/19h00/18h00 | 2020-2021         | ATB               |

### Mudança de horários
Durante a sua exibição, a telenovela teve dois horários até se fixar às 18h00.
1 - 18h40 - 21 de setembro de 2020 a 20 de janeiro de 2021
2 - 19h00 - 21 de janeiro de 2021 a 12 de março de 2021
3 - 18h00 - 15 de março de 2021 a 26 de abril de 2021

## Classificação indicativa
Bolívia
B - orientação parental
 Estados Unidos
TV-PG - "(Classificação destinada com a orientação parental)", essa classificação significa que o programa pode não ser adequado para crianças menores sem a orientação dos pais.